# Marieke (album)
Pour les articles homonymes, voir Marieke.
Albums de Jacques Brel
La Valse à mille temps
(1959) Olympia 1961
(1962)
Singles
1. Le Moribond (EP 7")
Sortie : juillet 1961
2. Marieke (EP 7")
Sortie : octobre 1961
3. Clara (7")
Sortie : 1961
4. Le Moribond (7")
Sortie : 1961

Marieke est le cinquième album de Jacques Brel, sorti en avril 1961. Il s'agit du dernier album studio de Brel publié sous le label Philips. Sans titre à l'origine, si ce n'est la numérotation « 5 », l'album est désormais identifié par celui de la chanson qui ouvre le disque.

## Liste des titres
Textes et musiques : Jacques Brel, sauf indication contraire.
| 1. | Marieke          | Jacques Brel & Gérard Jouannest | 2:43 |
| 2. | Le Moribond      |                                 | 3:05 |
| 3. | Vivre debout     | Jacques Brel & François Rauber  | 2:59 |
| 4. | On n'oublie rien | Jacques Brel & Gérard Jouannest | 3:04 |
| 5. | Clara            |                                 | 2:58 |

| 6. | Le Prochain Amour    | Jacques Brel & Gérard Jouannest                  | 3:30 |
| 7. | L'Ivrogne            | Jacques Brel, Gérard Jouannest & François Rauber | 4:01 |
| 8. | Les Prénoms de Paris | Jacques Brel & Gérard Jouannest                  | 2:36 |
| 9. | Les Singes           |                                                  | 3:02 |

La réédition CD de 2003 ajoute les bonus suivants :
| No  | Titre                                   | Compositeur(s)                  | Durée |
| --- | --------------------------------------- | ------------------------------- | ----- |
| 10. | Marieke (version flamande)              | Jacques Brel & Gérard Jouannest | 2:49  |
| 11. | Laat me niet alleen (Ne me quitte pas)  |                                 | 4:25  |
| 12. | De apen (Les Singes)                    |                                 | 4:25  |
| 13. | Men vergeet niets (On n'oublie rien)    | Jacques Brel & Gérard Jouannest | 2:59  |
| 14. | Le Prochain Amour (version alternative) | Jacques Brel & Gérard Jouannest | 4:24  |

## Musiciens
- Jean Corti : accordéon (non crédité)

## Production
- Arrangements et direction d'orchestre : François Rauber
- Prise de son : ?
- Production exécutive : Jacques Canetti
- Crédits visuels :  Jean-Pierre Leloir (recto pochette), Henri Elwing et Jacques Aubert (verso pochette)